# جاهدة سونكو

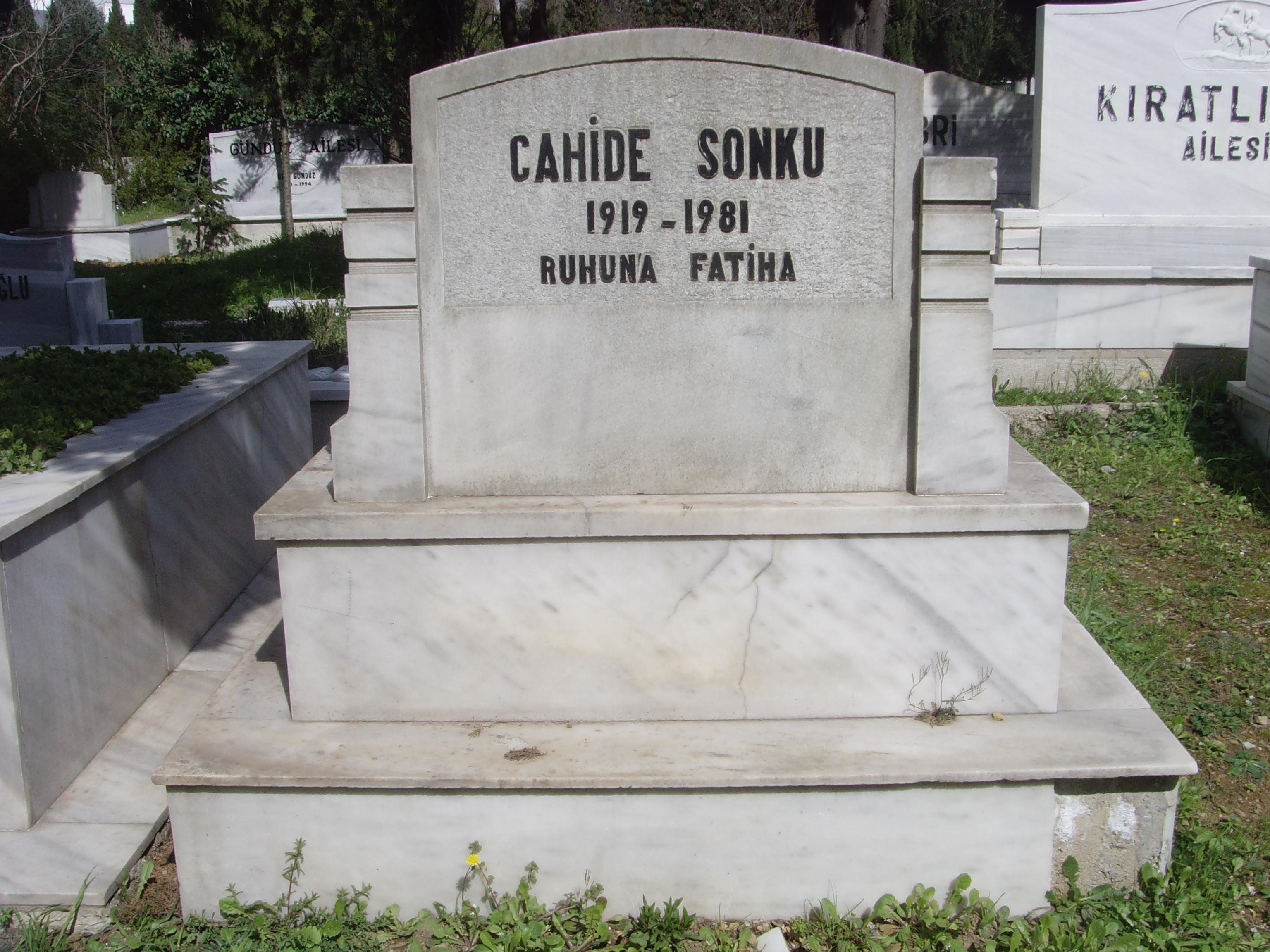
قبر سونكو في مقبرة زنجيرلي قويو

جاهدة سراب (بالتركية: Cahide Sonku)‏ المعروفة بجاهدة سونكو (27 ديسمبر، 1919، اليمن - 18 مارس، 1981، إسطنبول) ممثلة سنيمائية ومسرحية تركية. تعتبر أول مخرجة سينمائية وأول نجمة في السينما التركية.

## حياتها الشخصية
ولدت جاهدة في باب السبح (صنعاء) حيث كان أباها ضابطًا لدى جدها الذي كان قائدًا عسكريًا في الجيش السابع. أمضت طفولتها هناك ثم عادت إلى إسطنبول برفقة عائلتها، ترك والدها البيت مخلفًا عائلته فعاشت جاهدة مع أمها تلك الفترة في فقر مدقع. في شبابها تحديداً في السادسة عشر من عمرها دخلت دار البدائي للسينما ومع الوقت أصبحت أحد أفضل الممثلين في مسارح مدينة إسطنبول. حيث رأى محسن أرطغرل وهو أحد الشخصيات المهمة في السينما تلك الفترة الموهبة التي تمتلكها بالإضافة إلى جمالها فقبلها. وكان أول فيلم لها الوعد واحد الله واحد (Söz Bir Allah Bir) عام 1933. في عام 1950 أسست شركتها الخاصة سونكو فيلم (Sonku Film). وكانت أول محاولة لها في الإخراج مع فيلم الأم المضحية (Fedakar Ana). تزوجت الممثل طلعت أرتميل ثم تطلقت. وبعد فترة، تزوجت من إحسان دوروك عام 1953 ولديها منه ابنة إسمها إندر. ثم طلقها. 
عاشت جاهدة سنواتها الأخيرة في فقر بسبب إفلاسها.
في عام 1979، حصلت على جائزة رابطة كتاب الأفلام الخدمية للسينما. 
توفيت جاهدة في عام 1981 عن عمر ناهز 61 عامًا في سينما الكازار.  وتم دفنها في مقبرة زنجيركويو.

## أفلام
- Söz Bir Allah Bir ، 1933 ، ممثلة
- Bataklı Damın Kızı Aysel ،1935 ، ممثلة
- Akasya Palas ،1940 ، ممثلة
- Şehvet Kurbanı ، 1940 ، ممثلة
- Kıskanç ، 1942 ، ممثلة
- yayla Kartalı ،1945 ، ممثلة
- Senede Bir Gün ، 1947 ، ممثلة
- Fedakar Ana ، 1949 ، مخرجة
- Vatan ve Namık Kemal ، 1951 ، مخرجة وممثلة
- Beklene Şarkı ، 1954، مخرج وممثلة
- ilk ve Son

## وصلات خارجية
- جاهدة سونكو على موقع IMDb (الإنجليزية)
- جاهدة سونكو على موقع ألو سيني (الفرنسية)
- جاهدة سونكو على موقع قاعدة بيانات الفيلم (الإنجليزية)
- جاهدة سونكو على موقع كينوبويسك (الروسية)
- جاهدة سونكو في IMDb
- السيرة الذاتية لجاهدة سونكو